# Perdita namatophila
Perdita namatophila är en biart som beskrevs av Timberlake 1954. Perdita namatophila ingår i släktet Perdita och familjen grävbin. Inga underarter finns listade i Catalogue of Life.